# مرلین فلدهویش
مرلین فلدهویش (به انگلیسی: Marleen Veldhuis) (زادهٔ ۲۹ ژوئن ۱۹۷۹) شناگر اهل هلند است.